# Gong Maoxin
Gong Maoxin (公茂鑫S, Gōng MàoxīnP; Nanchino, 24 agosto 1987) è un tennista cinese.
Ha ottenuto i suoi maggiori successi in doppio, specialità nella quale ha vinto diversi titoli sia nel circuito Challenger che nel circuito ITF ed è stato l'82º del ranking ATP nel marzo 2019; il suo miglior risultato nel circuito maggiore è la semifinale raggiunta allo Shenzhen Open 2015 in coppia con Michael Venus. In singolare ha vinto solo alcuni tornei ITF e non è andato oltre il 294º posto del ranking nel gennaio 2011. Ha esordito nella squadra cinese di Coppa Davis nell'aprile 2008.

## Carriera
Fa il suo esordio tra i professionisti nell'agosto 2004 in doppio in un torneo ITF spagnolo, nelle prime due stagioni fa solo alcune altre apparizioni in doppio e nel novembre 2005 disputa il suo primo incontro in singolare. Da allora inizia a giocare con continuità, nell'ottobre 2006 disputa la sua prima finale ITF, persa al torneo di doppio del Japan F11, e alza il primo trofeo da professionista nel maggio 2007 vincendo in doppio il torneo ITF China F2. Nell'aprile 2008 debutta in Coppa Davis imponendosi in doppio nella sfida vinta 3-2 con l'Indonesia e la settimana dopo vince il primo titolo in singolare al China F3 con il successo in finale contro Li Zhe. A settembre esordisce con una sconfitta in doppio nel circuito maggiore al China Open di Pechino e a novembre disputa i suoi primi incontri nel circuito Challenger.
Nel maggio 2010 raggiunge e perde la sua prima finale Challenger nel torneo di doppio a Fergana in coppia con Li Zhe, assieme al quale conquista il titolo al Karshi Challenger nell'agosto successivo, dopo aver vinto in precedenza 12 tornei ITF in doppio e due in singolare. In settembre la coppia cinese vince il titolo anche al Challenger di Bangkok e a fine torneo Gong entra per la prima volta nella top 200 del ranking ATP di doppio. In ottobre, ancora a Pechino con Li Zhe, vince il primo incontro nel circuito maggiore eliminando le teste di serie nº 3 Łukasz Kubot / Oliver Marach, per poi essere sconfitti al secondo turno. Quella stagione perde le tre finali ITF disputate in singolare e vince quella disputata nel gennaio 2011, dopo la quale raggiunge la 294ª posizione mondiale, che rimarrà il suo miglior ranking in singolare in carriera. Nel periodo che segue disputa in prevalenza tornei ITF e Challenger – raccogliendo diversi successi in doppio – con qualche rara apparizione nel circuito maggiore. Nel 2012 vince il suo quinto e ultimo torneo ITF in singolare, specialità in cui non riuscirà nell'arco della carriera ad andare oltre le semifinali Challenger raggiunte a Pechino nel 2010 e a Bangkok nel 2012, mentre nel circuito maggiore entra solo quattro volte nei tabelloni principali di singolare – sempre con delle wild-card per tornei cinesi – senza vincere alcun incontro.
Nel febbraio 2015 consegue la sua seconda vittoria in un incontro di doppio del circuito maggiore a Montpellier e nell'ottobre successivo si spinge assieme allo specialista Michael Venus in semifinale all'ATP 250 di Shenzhen, che resterà il risultato più significativo della carriera. Nell'anno precedente aveva diradato le sue presenze nel circuito ITF, nel maggio 2016 vince il 25º e ultimo torneo di doppio in questa categoria, dopo il quale gioca solo un altro torneo ITF nel maggio 2017. Nell'agosto 2016 vince a Chengdu il primo titolo Challenger assieme al concittadino Zhang Ze, con il quale farà coppia anche in tutti gli altri dieci tornei vinti nel prosieguo della carriera. Il 2018 è l'anno migliore per Gong / Zhang, che vincono sette delle otto finali Challenger disputate in stagione; sempre assieme a Zhang, nel gennaio 2019 Gong fa il suo esordio in una prova del Grande Slam agli Australian Open sconfiggendo Martin Kližan / Marcin Matkowski e vengono eliminati al secondo turno da Pablo Carreño Busta / Guillermo García López. Vincono inoltre il Challenger di Bangkok in febbraio e quello di Zhuhai in marzo, dopo il quale Gong raggiunge l'82º posto della classifica mondiale, che resterà il suo best ranking in carriera.
Ha quindi inizio la progressiva discesa in classifica, nel periodo successivo si mantiene nella top 100 grazie alle finali raggiunte con Zhang a giugno a Nottingham e ad agosto a Yokkaichi, ma non ripetono i successi conseguiti nei 12 mesi precedenti. I quarti di finale raggiunti nei tornei ATP di Zhuhai e Pechino non evitano a Gong di uscire definitivamente dalla top 100 in ottobre. Disputano e perdono l'ultima finale Challenger nel gennaio 2020 a Bangkok. Nel frattempo si era diffusa la pandemia di COVID-19 e tornano a giocare dopo oltre un mese al Challenger di Indian Wells, al termine del quale Gong si trova alla 127ª posizione del ranking. Ha quindi inizio la pausa che il tennis mondiale si prende fino ad agosto per fronteggiare la pandemia, dopo la quale Gong non rientra a giocare nei tornei professionistici.

## Statistiche
Aggiornate al 13 giugno 2022.

### Tornei minori

#### Singolare

##### Vittorie (5)
| Legenda tornei minori |
| Challenger (0)        |
| Futures (5)           |

##### Sconfitte in finale (6)
| Legenda tornei minori |
| Challenger (0)        |
| Futures (6)           |

#### Doppio

##### Vittorie (42)
| Legenda tornei minori |
| Challenger (17)       |
| Futures (25)          |

| N.  | Data              | Torneo                                                | Superficie      | Compagno       | Avversari in finale                  | Punteggio           |
| 1.  | 20 agosto 2010    | Karshi Challenger, Karshi                             | Cemento         | Li Zhe         | Divij Sharan Vishnu Vardhan          | 6–3, 6–1            |
| 2.  | 18 settembre 2010 | Bangkok Challenger, Bangkok                           | Cemento         | Li Zhe         | Yuki Bhambri Ryler DeHeart           | 6–3, 6–4            |
| 3.  | luglio 2014       | Kaohsiung Challenger, Kaohsiung                       | Cemento         | Peng Hsien-yin | Chen Ti Huang Liang-chi              | 6–3, 6–2            |
| 4.  | 16 maggio 2015    | Seoul Open Challenger, Seul                           | Cemento         | Peng Hsien-yin | Lee Hyung-taik Danai Udomchoke       | 6–4, 7–5            |
| 5.  | 27 febbraio 2016  | All Japan Indoor Tennis Championships, Kyoto          | Cemento (i)     | Yi Chu-huan    | Go Soeda Yasutaka Uchiyama           | 6–3, 7–6(7)         |
| 6.  | 12 marzo 2016     | Zhuhai Open, Zhuhai                                   | Cemento         | Yi Chu-huan    | Hsieh Cheng-peng Wu Di               | 2–6, 6–1, [10–5]    |
| 7.  | 6 agosto 2016     | Chengdu Challenger, Chengdu                           | Cemento         | Zhang Ze       | Gao Xin Li Zhe                       | 6–3, 4–6, [13–11]   |
| 8.  | 11 marzo 2017     | Zhuhai Open, Zhuhai                                   | Cemento         | Zhang Ze       | Ruan Roelofse Yi Chu-huan            | 6–3, 7–6(4)         |
| 9.  | 21 aprile 2018    | ATP Challenger China International Nanchang, Nanchang | Terra rossa (i) | Zhang Ze       | Ruben Gonzales Christopher Rungkat   | 3–6, 7–6(7), [10–7] |
| 10. | 7 luglio 2018     | Guzzini Challenger, Recanati                          | Cemento         | Zhang Ze       | Gonzalo Escobar Fernando Romboli     | 2–6, 7–6(5), [10–8] |
| 11. | 4 agosto 2018     | Chengdu Challenger, Chengdu                           | Cemento         | Zhang Ze       | Michail Elgin Yaraslav Shyla         | 6–4, 6–4            |
| 12. | 8 settembre 2018  | International Challenger Zhangjiagang, Zhangjiagang   | Cemento         | Zhang Ze       | Bradley Mousley Akira Santillan      | walkover            |
| 13. | 15 settembre 2018 | Shanghai Challenger, Shanghai                         | Cemento         | Zhang Ze       | Hua Runhao Zhang Zhizhen             | 6–4, 3–6, [10–4]    |
| 14. | 20 ottobre 2018   | Ningbo Challenger, Ningbo                             | Cemento         | Zhang Ze       | Hsieh Cheng-peng Christopher Rungkat | 7–5, 2–6, [10–5]    |
| 15. | 27 ottobre 2018   | Liuzhou Open, Liuzhou                                 | Cemento         | Zhang Ze       | Hsieh Cheng-peng Christopher Rungkat | 6–3, 2–6, [10–3]    |
| 16. | 16 febbraio 2019  | Bangkok Challenger, Bangkok                           | Cemento         | Zhang Ze       | Hsieh Cheng-peng Christopher Rungkat | 6–4, 6–4            |
| 17. | 9 marzo 2019      | Zhuhai Open, Zhuhai                                   | Cemento         | Zhang Ze       | Max Purcell Luke Saville             | 6–4, 6–4            |

##### Sconfitte in finale (31)
| Legenda tornei minori |
| Challenger (17)       |
| Futures (14)          |

| N.  | Data              | Torneo                                           | Superficie  | Compagno          | Avversari in finale                       | Punteggio           |
| 1.  | 21 maggio 2010    | Fergana Challenger, Fergana                      | Cemento     | Li Zhe            | Brendan Evans Toshihide Matsui            | 6–3, 3–6, [8–10]    |
| 2.  | 14 settembre 2012 | Ningbo Challenger, Ningbo                        | Cemento     | Zhang Ze          | Sanchai Ratiwatana Sonchat Ratiwatana     | 4–6, 2–6            |
| 3.  | 13 luglio 2013    | Beijing International Challenger, Pechino        | Cemento     | Zhang Ze          | Toshihide Matsui Danai Udomchoke          | 6–4, 6(6)–7, [8–10] |
| 4.  | 2 maggio 2014     | ATP China International Tennis Challenge, Anning | Terra rossa | Daniel Cox        | Alex Bolt Andrew Whittington              | 4–6, 3–6            |
| 5.  | 23 maggio 2014    | Karshi Challenger, Karshi                        | Cemento     | Peng Hsien-yin    | Sergey Betov Aljaksandr Bury              | 5–7, 6–1, [6–10]    |
| 6.  | 16 agosto 2014    | Meerbusch Challenger, Meerbusch                  | Terra rossa | Peng Hsien-yin    | Matthias Bachinger Dominik Meffert        | 3–6, 6–3, [6–10]    |
| 7.  | 26 settembre 2015 | Kaohsiung Challenger, Kaohsiung                  | Cemento     | Peng Hsien-yin    | Hsieh Cheng-peng Yang Tsung-hua           | 2–6, 2–6            |
| 8.  | 31 ottobre 2015   | China International Suzhou, Suzhou               | Cemento     | Peng Hsien-yin    | Lee Hsin-han Denys Molčanov               | 6–3, 6(5)–7, [4–10] |
| 9.  | 14 maggio 2016    | Seoul Open Challenger, Seul                      | Cemento     | Yi Chu-huan       | Matt Reid John-Patrick Smith              | 3–6, 5–7            |
| 10. | 18 giugno 2016    | Internationaux de Tennis de Blois, Blois         | Terra rossa | Yasutaka Uchiyama | Simon Stadler Alexander Satschko          | 3–6, 6(2)–7         |
| 11. | 13 agosto 2016    | Qingdao Challenger, Qingdao                      | Terra rossa | Zhang Ze          | Danilo Petrović Tak Khunn Wang            | 2–6, 6–4, [5–10]    |
| 12. | 11 febbraio 2017  | Kunal Patel San Francisco Open, San Francisco    | Cemento (i) | Zhang Ze          | Matt Reid John-Patrick Smith              | 7–6(4), 5–7, [7–10] |
| 13. | 28 ottobre 2017   | China International Suzhou, Suzhou               | Cemento     | Zhang Ze          | Gao Xin Sun Fajing                        | 6(5)–7, 6–4, [7–10] |
| 14. | 28 aprile 2018    | ATP China International Tennis Challenge, Anning | Terra rossa | Zhang Ze          | Aljaksandr Bury Lloyd Harris              | 3–6, 4–6            |
| 15. | 15 giugno 2019    | Nottingham Open, Nottingham                      | Erba        | Zhang Ze          | Santiago González Aisam-ul-Haq Qureshi    | 6–4, 6(5)–7, [5–10] |
| 16. | 10 agosto 2019    | Yokkaichi Challenger, Yokkaichi                  | Cemento     | Zhang Ze          | Nam Ji-sung Song Min-kyu                  | 3–6, 6–3, [12–14]   |
| 17. | 25 gennaio 2020   | Bangkok Challenger II, Bangkok                   | Cemento     | Zhang Ze          | Miguel Angel Reyes-Varela Gonzalo Escobar | 3–6, 3-6            |